# ミュラー計算法
ミュラー計算法（ミュラーけいさんほう）とは、偏光の変化の様子を計算する方法の一つである。まず、偏光の状態を4次元のベクトルで表す。このベクトルはストークスベクトルと呼ばれる。これに縦4行、横4列のミュラー行列を掛けることによって、偏光の変化が分かる。